# Pericallis hybrida
Pericallis hybrida là một loài thực vật có hoa trong họ Cúc. Loài này được (Regel) B.Nord. mô tả khoa học đầu tiên năm 1978.